# Nomenklatur
En nomenklatur (ursprungligen av latinets nomen calo, att 'genom namn sammankalla') är det system av termer och beteckningar som används inom ett fackområde. Sådana system kan variera i stringens (ungefär: mått på motstånd att binda samman).

## Praktisk användning
Det finns olika typer av nomenklaturer. En välkänd är den binomiala nomenklaturen för att namnge levande organismer med vetenskapliga namn: ett namn för släktet (med stor bokstav) följt av ett namn för arten (alltid med liten bokstav). Exempelvis Solanum tuberosum, som är det vetenskapliga namnet för potatis. Se Biologiska nomenklaturkoder.
Användandet av nomenklaturer förekommer även inom bilbranschen, där exempelvis Citroën har en nomenklatur som började med bilmodellen C5, och fortsatte med C3, C2, C4, C6, C1, C7 och C8.